# Allée Davia
L'allée Davia est une voie du 16e arrondissement de Paris, en France.

## Situation et accès

Plan du jardin du Ranelagh. L'allée est au sud.

L'allée Davia est une voie publique située dans le 16e arrondissement de Paris, réservée aux piétons et aux cyclistes. Elle longe le côté nord de l'avenue Ingres entre son début au carrefour de la chaussée de la Muette, de l'avenue du Ranelagh et l'avenue Prudhon jusqu'à l'avenue Raphaël.
Le quartier est desservi par la ligne 9 aux stations La Muette et Ranelagh.

## Origine du nom
L'allée porte le nom de la chanteuse française Henriette Ravenel, dite Davia (1898-1996).

## Historique
L'allée, qui fait partie du jardin du Ranelagh, prend sa dénomination actuelle par un arrêté municipal en date du 29 septembre 2011.
Elle est bordée par la statue Caïn (1871) par Joseph-Michel Caillé.

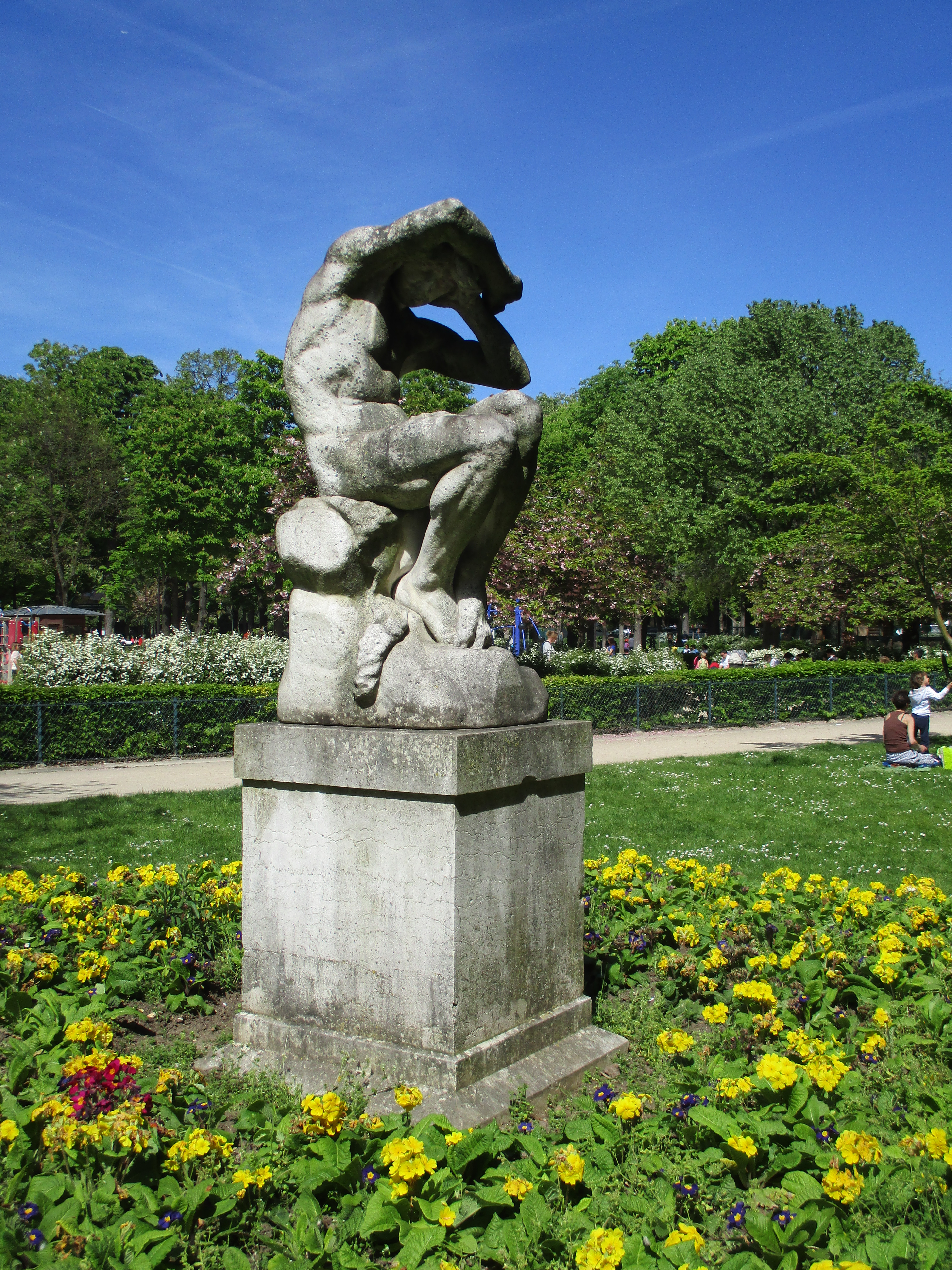
Statue.
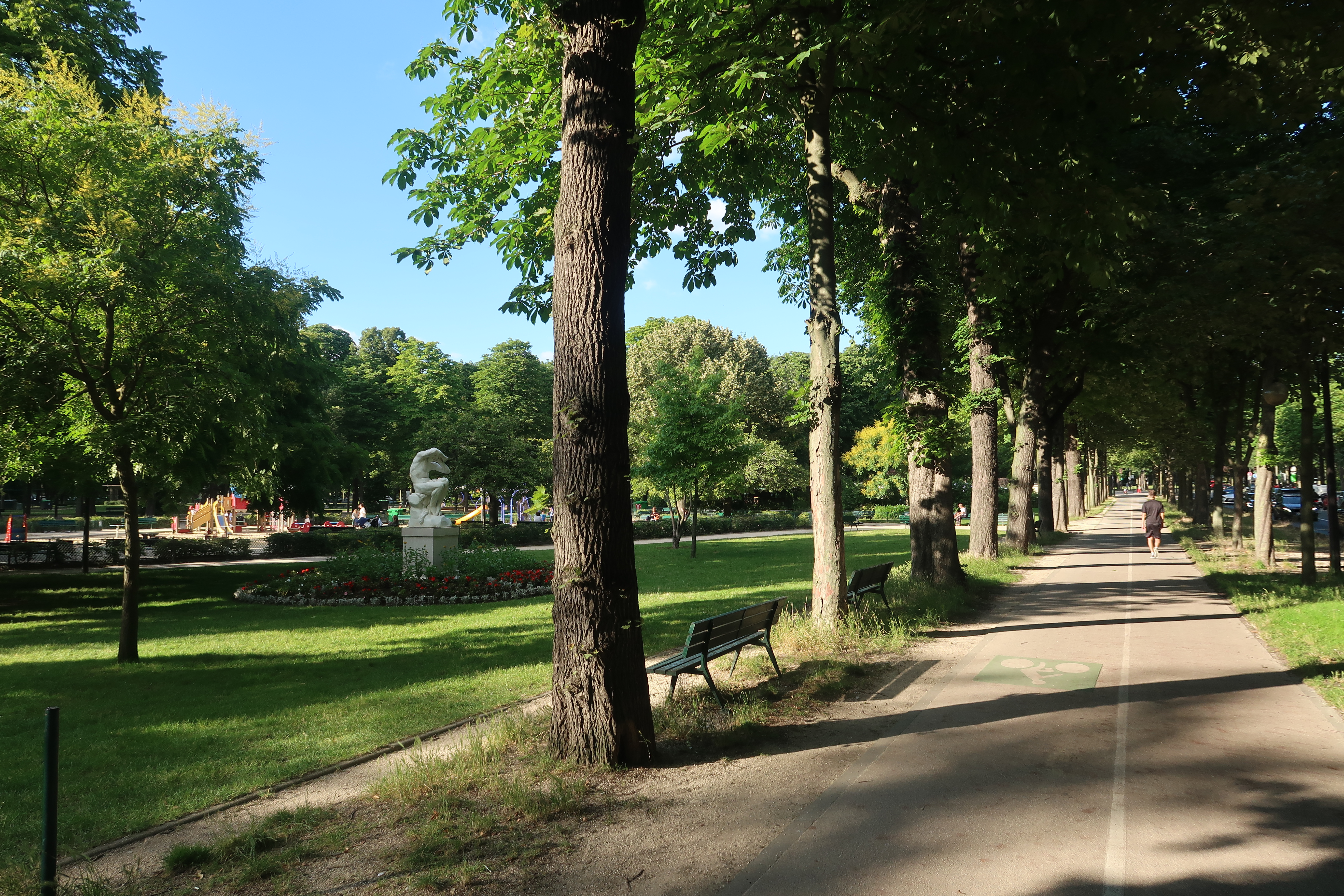
En été.
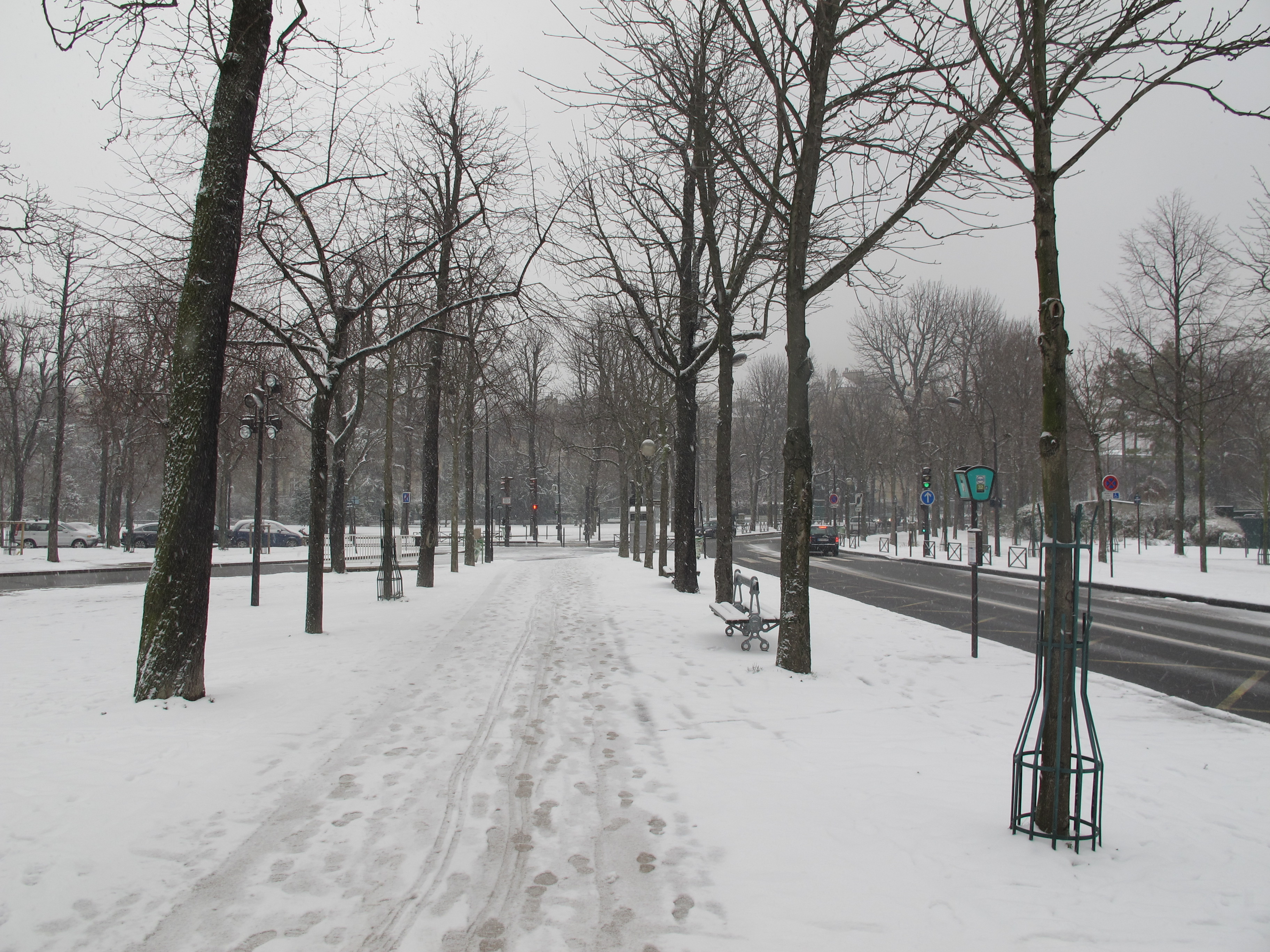
Sous la neige.

## Sources et références
1. ↑  « Attribution de la dénomination “Allée Davia” à une allée du jardin du Ranelagh, à Paris 16e », Bulletin municipal officiel de la Ville de Paris, no 81,‎ 11 octobre 2011, p. 2412 (lire en ligne).